# Bulbophyllum wuzhishanense
Bulbophyllum wuzhishanense là một loài phong lan thuộc chi Bulbophyllum.